# Billy Warlock
Billy Warlock, född William Alan Leming den 26 mars 1961 i Gardena, Kalifornien, är en amerikansk skådespelare. Warlock är kanske mest känd för sin roll som Eddie Kramer i TV-serien Baywatch första tre säsonger. Han har även medverkat i återföreningsfilmen Baywatch: Hawaiian Wedding från 2003 och ett antal olika TV-serier och såpor.

## Filmografi (urval)
- 2006 - Våra bästa år (TV-serie)
- 2003 – Baywatch: Hawaiian Wedding
- 1989-1992 - Baywatch (TV-serie)
- 1981 – Alla helgons blodiga natt 2